# Mont Béas
Le mont Béas, également appelé La Pique, est un sommet des Pyrénées françaises situé dans le département de l'Ariège en région Occitanie. Il culmine à 1 903 m d'altitude.

## Géographie

### Topographie
Le sommet domine de près de 1 200 m la commune d'Aulus-les-Bains, nichée en contrebas au sud-ouest. Il est situé dans le périmètre du parc naturel régional des Pyrénées ariégeoises dans la région du Couserans.

### Géologie
La roche est essentiellement calcaire et comporte de nombreux lapiaz. Son sous-sol abrite plusieurs gouffres dont le dernier fut exploré en 2011 jusqu'à une profondeur de 620 m après plus de 130 explorations menées par des spéléologues ariégeois (début des explorations en 2002). Ce réseau souterrain, appelé réseau de La Pique, est voisin du gouffre Georges (724 m de profondeur). C'est le troisième gouffre en termes de profondeur pour l'Ariège (que l'on calcule à partir du point d'entrée).

## Voies d'accès
La voie d'accès principale à ce sommet est issue du déversoir de l'étang de Lers (1 264 m). Une piste pastorale part vers le nord et vers 1 310 m, un sentier file à gauche et enjambe le ruisseau de la Terrière à 1 368 m. En poursuivant ce sentier, on accède rapidement au col Dret (1 454 m). Ensuite, le cheminement suit la crête, parfois aérienne, en direction du sud, jusqu'au sommet. La descente peut s'effectuer en poursuivant la crête sud, en contournant le pic de Lanote. Le sentier aboutit alors sur la route D8 issue du col d'Agnes que l'on descend jusqu'à l'étang de Lers.